# Juan de Cabezón
Juan de Cabezón (zm. 18 maja 1566 w Madrycie) – hiszpański kompozytor i organista, brat Antonia.
Urodził się w Castrillo de Matajudios koło Castrogeris w prowincji Burgos. Od 15 lipca 1546 r. pracował jako muzyk grający na instrumentach klawiszowych w królewskiej kapeli nadwornej Filipa II w Madrycie. W latach 1554–1556 odbył wraz z kapelą podróż do Londynu i przez pewien czas przebywał w Brukseli. zachowała się jego pięciogłosowa glosa na temat pieśni Ves a mi desconsolado.